# Liste du patrimoine immobilier classé de Braives
Cette page regroupe l'ensemble du patrimoine immobilier classé de la ville belge de Braives.
| Objet | Année de construction / Architecte | Adresse                         | Section communale | Coordonnées                      | Numéro d’inventaire | Illustration |
| --- | ---------------------------------- | ------------------------------- | ----------------- | -------------------------------- | ------------------- | --- |
| Ensemble d'une terre, au bord de la voie romaine, avec pierre votive et les trois ormes séculaires |                                    |                                 |                   | 50° 38′ 10″ nord, 5° 08′ 41″ est | 64015-CLT-0001-01   | Ensemble d'une terre, au bord de la voie romaine, avec pierre votive et les trois ormes séculaires                                                                     |
| Le tumulus dit Tombe d'Avenne (M) et alentours (S) à Braives |                                    |                                 | Avennes           | 50° 38′ 04″ nord, 5° 07′ 41″ est | 64015-CLT-0003-01   | Le tumulus dit Tombe d'Avenne (M) et alentours (S) à Braives |
| Ancienne forge, dépendance de la ferme seigneuriale de Pitet, à Fallais |                                    | Pitet                           | Fallais           | 50° 36′ 01″ nord, 5° 11′ 02″ est | 64015-CLT-0004-01   | Ancienne forge, dépendance de la ferme seigneuriale de Pitet, à Fallais                                                                                                |
| La Charmille de Pitet à Fallais |                                    | Pitet                           | Fallais           | 50° 36′ 07″ nord, 5° 10′ 54″ est | 64015-CLT-0005-01   | La Charmille de Pitet à Fallais |
| Site du Mont-Saint-Sauveur, à Pitet |                                    | Pitet                           | Fallais           | 50° 36′ 11″ nord, 5° 11′ 12″ est | 64015-CLT-0006-01   | Site du Mont-Saint-Sauveur, à Pitet |
| Chœur de l'église Saint Martin à Avenne-lez-Hannut |                                    |                                 | Avenne-lez-Hannut | 50° 37′ 44″ nord, 5° 06′ 55″ est | 64015-CLT-0007-01   | Chœur de l'église Saint Martin à Avenne-lez-Hannut |
| Le corps de logis de la ferme du château de Fumal |                                    | Rue de la vieille Cense, n° 5   | Fumal             | 50° 35′ 15″ nord, 5° 11′ 14″ est | 64015-CLT-0008-01   | Le corps de logis de la ferme du château de Fumal |
| Orgue de l'église St-Martin |                                    |                                 | Fumal             | 50° 35′ 13″ nord, 5° 11′ 05″ est | 64015-CLT-0009-01   | Image manquanteTéléverser |
| L'église St-Martin et château (S) |                                    |                                 | Fumal             | 50° 35′ 17″ nord, 5° 10′ 58″ est | 64015-CLT-0010-01   | L'église St-Martin et château (S) |
| Le chœur et les colonnes de la nef principale de l'église Saint-Désiré à Latinne |                                    | Latinne                         | Latinne           | 50° 37′ 23″ nord, 5° 09′ 26″ est | 64015-CLT-0011-01   | Le chœur et les colonnes de la nef principale de l'église Saint-Désiré à Latinne                                                                                       |
| Tumulus Tombe d'Yve (M) et alentours (S) |                                    |                                 |                   | 50° 36′ 21″ nord, 5° 08′ 31″ est | 64015-CLT-0012-01   | Tumulus Tombe d'Yve (M) et alentours (S) |
| L'église de l'Annonciation de la Vierge: maître-autel, deux peintures au-dessus des portes de sacristies, bénitier daté de 1668, deux dalles funéraires dans le porche |                                    |                                 | Ville-en-Hesbaye  | 50° 37′ 00″ nord, 5° 06′ 54″ est | 64015-CLT-0013-01   | L'église de l'Annonciation de la Vierge: maître-autel, deux peintures au-dessus des portes de sacristies, bénitier daté de 1668, deux dalles funéraires dans le porche |
| Ruines de la chapelle du Mont- Saint-Sauveur à Braives |                                    | Pitet                           | Fallais           | 50° 36′ 11″ nord, 5° 11′ 18″ est | 64015-CLT-0014-01   | Ruines de la chapelle du Mont- Saint-Sauveur à Braives |
| Les façades et les toitures du moulin le Stwerdu ainsi que les deux meules en pierre, à Fallais (M); l'ensemble formé par le moulin et les abords (S). |                                    | Fallais                         | Fallais           | 50° 36′ 32″ nord, 5° 10′ 22″ est | 64015-CLT-0015-01   | Les façades et les toitures du moulin le Stwerdu ainsi que les deux meules en pierre, à Fallais (M); l'ensemble formé par le moulin et les abords (S).                 |
| Ancienne cour de justice (façade et toitures), place de la Cour de justice, n°2 |                                    | Place de la Cour de justice n°2 | Hosdent           | 50° 36′ 58″ nord, 5° 09′ 44″ est | 64015-CLT-0016-01   | Ancienne cour de justice (façade et toitures), place de la Cour de justice, n°2                                                                                        |
| Les façades et les toitures du châtelet d'entrée, de l'ensemble de la tour-colombier dite tour Grignard y compris la charpente datée de 1757 et du pont formant l'accès principal et constitué de deux parties enjambant les deux rangs de douves en façade du Château de Fallais (M); L'ensemble formé par le château et ses abords (S). |                                    | Rue du Château, Fallais         | Fallais           | 50° 36′ 29″ nord, 5° 10′ 15″ est | 64015-CLT-0017-01   | tour Grignard |
| Orgues de l'église Notre-Dame | 1741                               | Fallais                         | Fallais           | 50° 36′ 36″ nord, 5° 10′ 16″ est | 64015-CLT-0019-01   | Image manquanteTéléverser |
| Le tumulus dit Tombe d'Avenne |                                    |                                 | Avennes           | 50° 38′ 04″ nord, 5° 07′ 41″ est | 64015-PEX-0001-01   | Le tumulus dit Tombe d'Avenne |
| Le site archéologique du tumulus dit Tombe de Marneffe au lieu-dit Campagne des Tombes |                                    |                                 |                   | 50° 36′ 21″ nord, 5° 08′ 31″ est | 64015-PEX-0002-01   | Le site archéologique du tumulus dit Tombe de Marneffe au lieu-dit Campagne des Tombes                                                                                 |